# 圣塞西尔 (安德尔省)
圣塞西尔（法語：Sainte-Cécile，法語發音：[sɛ̃t sesil]）是法国安德尔省的一个旧市镇，位于该省北部，属于伊苏丹区。2016年1月1日，圣塞西尔和相邻的另外2个市镇合并为新市镇瓦勒富宗（Val-Fouzon）。

## 地理
圣塞西尔（47°11'15"N, 1°40'11"E）面积9.5 平方千米，位于法国中央-卢瓦尔河谷大区安德尔省，该省份为法国中部省份，北起卢瓦-谢尔省，西北接安德尔-卢瓦尔省，西南接维埃纳省，南至克勒兹省和上维埃纳省，东临谢尔省。
与圣塞西尔接壤的市镇（或旧市镇、城区）包括：帕尔珀赛、普莱讷、巴泽勒地区圣克里斯托夫、桑布勒赛。
圣塞西尔的时区为UTC+01:00、UTC+02:00（夏令时）。

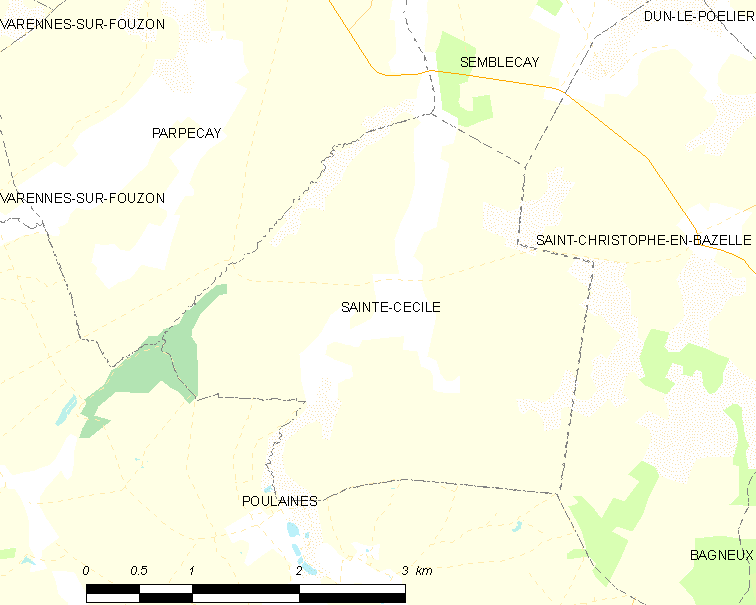
圣塞西尔的OSM定位图

## 行政
圣塞西尔的邮政编码为36210，INSEE市镇编码为36183。

## 政治
圣塞西尔所属的省级选区为瓦朗赛县。

## 人口

1962-2008年间圣塞西尔人口变化图示

圣塞西尔于2018年1月1日时的人口数量为89人。